# شاميرام (آراغاتسوتن)
مدينة شاميرام (بالإنجليزية: Shamiram)‏ هي إحدى المدن التابعة لمقاطعة آراغاتسوتن في أرمينيا. يقدر عدد سكانها بـ 2210 نسمة حسب الإحصاء الذي جرى عام 2011.